# Біличі (Володимирський район)
Бі́личі — село в Україні, у Литовезькій сільській громаді Володимирського району Волинської області. Населення становить 429 осіб.

## Історія
Біличі у документах згадуються під такими назвами: Бєліце, Биличе, Белицьке село. У литовсько-польську добу село певний час належало князям Санґушкам, пізніше князю Михайлу Чарторийському. Також відносилося до родини Чацьких, а від них перейшло до Цєшковських. У 1650 році полки Богдана Хмельницького під проводом гетьмана йшли до Берестечка. Проходячи через Біличі, вони викопали в селі криницю, обклали її дубом. Про це говориться у переказах. На Залонщині насипали вал, зробили засідку на польську шляхту, яка повинна була іти з Сокаля на Володимир. Місцеве населення разом із козаками певний час тримали оборону. Наприкінці 19 століття зафіксовано, що у селі було тоді 64 домів і 450 жителів.[джерело?]
До 29 липня 2016 року село входило до складу Заболотцівської сільської ради Іваничівського району Волинської області.
Після ліквідації Іваничівського району 19 липня 2020 року село увійшло до Володимир-Волинського району.

## Населення
Згідно з переписом УРСР 1989 року чисельність наявного населення села становила 538 осіб, з яких 246 чоловіків та 292 жінки.
За переписом населення України 2001 року в селі мешкало 528 осіб.

### Мова
Розподіл населення за рідною мовою за даними перепису 2001 року:
| Мова       | Відсоток |
| ---------- | -------- |
| українська | 98,86 %  |
| російська  | 0,76 %   |
| білоруська | 0,19 %   |
| молдовська | 0,19 %   |